# Mistrzostwa Polski w Short Tracku 2023
Mistrzostwa Polski w Short Tracku 2023 – 27. edycja mistrzostw, która odbyła się w dniach 17–19 marca 2023 roku w Hali Olivia w Gdańsku.

## Medalistki i medaliści

### Kobiety
| Konkurencja          | Złoto                                                                                 | Wynik    | Srebro                                                                             | Wynik    | Brąz                                                                                      | Wynik    |
| -------------------- | ------------------------------------------------------------------------------------- | -------- | ---------------------------------------------------------------------------------- | -------- | ----------------------------------------------------------------------------------------- | -------- |
| 500 metrów           | Natalia Maliszewska Juvenia Białystok                                                 | 44,809   | Kamila Stormowska Stoczniowiec Gdańsk                                              | 45,150   | Nikola Mazur Stoczniowiec Gdańsk                                                          | 45,359   |
| 1000 metrów          | Natalia Maliszewska Juvenia Białystok                                                 | 1:47,124 | Gabriela Topolska Juvenia Białystok                                                | 1:47,181 | Nikola Mazur Stoczniowiec Gdańsk                                                          | 1:47,352 |
| 1500 metrów          | Nikola Mazur Stoczniowiec Gdańsk                                                      | 2:46,522 | Gabriela Topolska Juvenia Białystok                                                | 2:46,730 | Michalina Wawer MOSiR Giżycko                                                             | 2:48,418 |
| Wielobój             | Natalia Maliszewska Juvenia Białystok                                                 | 71 pkt.  | Nikola Mazur Stoczniowiec Gdańsk                                                   | 60 pkt.  | Gabriela Topolska Juvenia Białystok                                                       | 50 pkt.  |
| Sztafeta 3000 metrów | Juvenia Białystok Natalia Maliszewska Gabriela Topolska Hanna Sokołowska Ada Majewska | 4:26,473 | Stoczniowiec Gdańsk Nikola Mazur Kamila Stormowska Natalia Bielicka Marta Kotowska | 4:29,888 | Juvenia Białystok II Anna Falkowska Agnieszka Bogdanowicz Oliwia Bobier Adrianna Dakowicz | 4:53,549 |

### Mężczyźni
| Konkurencja          | Złoto                                                                               | Wynik    | Srebro                                                                         | Wynik    | Brąz                                                                                  | Wynik    |
| -------------------- | ----------------------------------------------------------------------------------- | -------- | ------------------------------------------------------------------------------ | -------- | ------------------------------------------------------------------------------------- | -------- |
| 500 metrów           | Łukasz Kuczyński Juvenia Białystok                                                  | 42,668   | Diané Sellier Stoczniowiec Gdańsk                                              | 42,733   | Michał Niewiński Juvenia Białystok                                                    | 42,753   |
| 1000 metrów          | Michał Niewiński Juvenia Białystok                                                  | 1:37,183 | Diané Sellier Stoczniowiec Gdańsk                                              | 1:37,220 | Łukasz Kuczyński Juvenia Białystok                                                    | 1:37,535 |
| 1500 metrów          | Diané Sellier Stoczniowiec Gdańsk                                                   | 2:37,492 | Neithan Thomas Stoczniowiec Gdańsk                                             | 2:38,249 | Łukasz Kuczyński Juvenia Białystok                                                    | 2:38,337 |
| Wielobój             | Diané Sellier Stoczniowiec Gdańsk                                                   | 76 pkt.  | Łukasz Kuczyński Juvenia Białystok                                             | 60 pkt.  | Michał Niewiński Juvenia Białystok                                                    | 49 pkt.  |
| Sztafeta 5000 metrów | Juvenia Białystok Łukasz Kuczyński Michał Niewiński Paweł Adamski Mateusz Mikołajuk | 7:14,055 | Stoczniowiec Gdańsk Neithan Thomas Diané Sellier Adam Muchlado Jakub Dołkowski | 7:16,188 | Juvenia Białystok II Krzysztof Mądry Dominik Palenceusz Patryk Palenceusz Adam Makuch | 7:27,444 |

### Drużyna mieszana
| Konkurencja                   | Złoto                                                                                     | Wynik    | Srebro                                                                           | Wynik    | Brąz                                                                            | Wynik    |
| ----------------------------- | ----------------------------------------------------------------------------------------- | -------- | -------------------------------------------------------------------------------- | -------- | ------------------------------------------------------------------------------- | -------- |
| Sztafeta mieszana 2000 metrów | Juvenia Białystok Natalia Maliszewska Michał Niewiński Łukasz Kuczyński Gabriela Topolska | 2:52,689 | Juvenia Białystok II Ada Majewska Anna Falkowska Paweł Adamski Mateusz Mikołajuk | 2:54,298 | Stoczniowiec Gdańsk Nikola Mazur Kamila Stormowska Neithan Thomas Diané Sellier | 2:58,101 |